# مقاطعات السويد
تعتبر المقاطعت السويديه المستوى الأول للحكم السياسي في السويد ووتكون السويد من 21 مقاطعه سياسية انشأت المقاطعات في عهد الكونت إكسل أكسنسترنا بتاريخ 1634 ميلاديه ممثلت للمنطقة السويد التاريخية تتميز امقاطعات بحدود خاصه بها لكن مع احتفاظ التاج بالسيطرة عليها.

## النشاط الداخلي
كما ان لكل مقاطعة حدود خاصه بها فهي أيضا تمتلك حكومات خاصه بها تدير شؤونها الداخلية ومنها الصحة العامة خطوط المواصلات العامة والتعليم والثقافة  و توزيع شرطة على سبع مناطق  

## الخريطة
تتميز المقاطعات السويديه برموز تمثلها وهي عباره عن حروف انجليزيه في عام 1963 ميلاديه اخذت مدينة استوكهولم الرمز A وا وأحيانا يستخدم الرمز AB للإشارة إليها ويمثل الرمز B مقاطعة استوكهولم كاملة.

## نظره تاريخيه
تمثل المقاطاعات السويدية الأرض السويديه التي تشترك مع بعضها في التاريخ والثقافة
فنلندا، بعد الحرب الفنلندية سلمت السويد مقاطعة فنلندا لروسيا بناء على معاهدة هامينا عام 1809